# U21-Europamästerskapet i fotboll 2013
U21-EM i fotboll 2013 var den 19:e gången som Uefas U21-EM i fotboll spelades och arrangerades i Israel mellan den 5 och 18 juni 2013. Totalt 52 lag deltog i kvalspelet och totalt åtta lag deltog i huvudturneringen, sju kvalificerade genom kvalspelet och sedan den automatiskt kvalificerade värdnationen Israel. Spanien var regerande mästare efter att ha besegrat Schweiz i finalen av U21-EM 2011.
Detta år vann Spanien återigen mästerskapet efter att ha besegrat Italien med 4-2 och tog därmed sin fjärde och andra raka titel.

## Kvalspel
Ett kvalspel spelades under och avgjorde vilka sju länder som skulle kvalificera sig för mästerskapet. Kvalspelet bestod först av ett inledande gruppspel som kvalificerade lag till ett playoff-spel med totalt 14 deltagande lag. Varje vinnare av playoff-spelet kvalificerade sig sedan för mästerskapet.
- Spanien
- Italien
- Ryssland
- Nederländerna
- Tyskland
- England
- Norge

## Spelplatser
Turneringens matcher spelas på fyra arenor: Bloomfield (Tel Aviv), Teddy (Jerusalem), HaMoshava (Petah Tikva) och Netanya Municipal Stadium.
| Bloomfield Stadium | Teddy Stadium     | HaMoshava Stadium | Netanya Stadium   |
| Kapacitet: 14 413  | Kapacitet: 31 733 | Kapacitet: 11 500 | Kapacitet: 13 610 |
|                    |                   |                   |                   |

## Lottning
Lottningen skedde den 28 november 2012 i Tel Aviv. Inför lottningen hade man delat upp de åtta lagen i tre seedningsgrupper, där värdnationen var i den högsta seedningsgruppen. Det andra laget i den gruppen blev Spanien. Israel och Spanien hamnade då i grupp A respektive B. I den andra seedningsgruppen var England och Nederländerna, som lottades in i grupp A respektive B. De övriga fyra lagen var i den tredje seedningsgruppen och lottades fritt in i antingen grupp A eller B.
| Första seed        | Andra seed                | Tredje seed                             |
| ------------------ | ------------------------- | --------------------------------------- |
| - Israel - Spanien | - England - Nederländerna | - Italien - Tyskland - Ryssland - Norge |

## Gruppspel

### Grupp A
| Nr | Lag     | S | V | O | F | GM | IM | MS | P |
| -- | ------- | - | - | - | - | -- | -- | -- | - |
| 1  | Italien | 3 | 2 | 1 | 0 | 6  | 1  | +5 | 7 |
| 2  | Norge   | 3 | 1 | 2 | 0 | 6  | 4  | +2 | 5 |
| 3  | Israel  | 3 | 1 | 1 | 1 | 3  | 6  | −3 | 4 |
| 4  | England | 3 | 0 | 0 | 3 | 1  | 5  | −4 | 0 |

### Grupp B
| Nr | Lag           | S | V | O | F | GM | IM | MS | P |
| -- | ------------- | - | - | - | - | -- | -- | -- | - |
| 1  | Spanien       | 3 | 3 | 0 | 0 | 5  | 0  | +5 | 9 |
| 2  | Nederländerna | 3 | 2 | 0 | 1 | 8  | 6  | +2 | 6 |
| 3  | Tyskland      | 3 | 1 | 0 | 2 | 4  | 5  | −1 | 3 |
| 4  | Ryssland      | 3 | 0 | 0 | 3 | 2  | 8  | −6 | 0 |

## Slutspel
|  | Semifinaler               | Semifinaler |   |  | Final                   | Final |  |
|  |                           |             |   |  |                         |       |  |
|  | Netanya, 15 juni 2013     |             |   |  |                         |       |  |
|  | Spanien                   | 3           |   |  |                         |       |  |
|  | Norge                     | 0           |   |  |                         |       |  |
|  |                           |             |   |  |                         |       |  |
|  |                           |             |   |  | Jerusalem, 18 juni 2013 |       |  |
|  |                           |             |   |  | Spanien                 | 4     |  |
|  |                           | Italien     | 2 |  |                         |       |  |
|  |                           |             |   |  |                         |       |  |
|  |                           |             |   |  |                         |       |  |
|  |                           |             |   |  |                         |       |  |
|  | Petah Tikva, 15 juni 2013 |             |   |  |                         |       |  |
|  | Italien                   | 1           |   |  |                         |       |  |
|  | Nederländerna             | 0           |   |  |                         |       |  |

### Fotnoter
1. ↑  Under-21 - Matches – UEFA.com